# Neobidessus alternatus
Neobidessus alternatus är en skalbaggsart som först beskrevs av Régimbart 1889.  Neobidessus alternatus ingår i släktet Neobidessus och familjen dykare. Inga underarter finns listade i Catalogue of Life.